# دولو

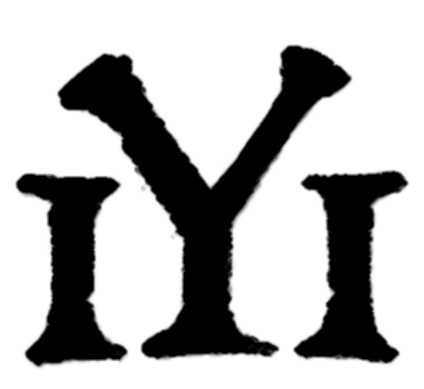
الطابع (الختم) الذي كانت تستعمله سلالة دولو

عائلة دولو (بالإنجليزية:Dulo) هي إحدى السلالات التي حكمت بلغاريا من عام (681–753). لا يُعرف على وجه الدقة أصول سلالة دولو، وهناك العديد من النظريات حول أصلهم. من المعتقد عمومًا أنهم - أو على الأقل طبقة النخبة منهم - يرتبطون ارتباطًا وثيقًا بأصل الهون وخاقانية الترك الغربية. أما على وجه الخصوص، فيقال أن عائلة دولو تنحدر من حكام إمبراطورية بلغاريا العظمى التي أسسها خان أسباروخ (679-701) في سهول أوكرانيا.
يدعي أفراد العائلة المالكة وحكام بلغاريا العظمى القديمة (632-668) وحكام النصف الأول من الإمبراطورية البلغارية الأولى (681-1018) في قوائم الأمراء (وهو اسم الخانات البلغارية) أنهم من نسل الأسرة الأتالية. خلال العصور الوثنية، كان تعاقب الزعامة على الممالك البلغارية قائمًا على التقاليد التي نُقلت إلى البلقان من السهوب الأوراسية، كان يطلق على من يتولى منصب الحاكم أو الملك «الخان» والذي كان هو رئيس للدولة والقائد العسكري وربما الكاهن الأكبر لإله البلغار تنكري.